# Leontinia
A Leontinia az emlősök (Mammalia) osztályának a Notoungulata rendjébe, ezen belül a Leontiniidae családjába tartozó nem.

## Tudnivalók

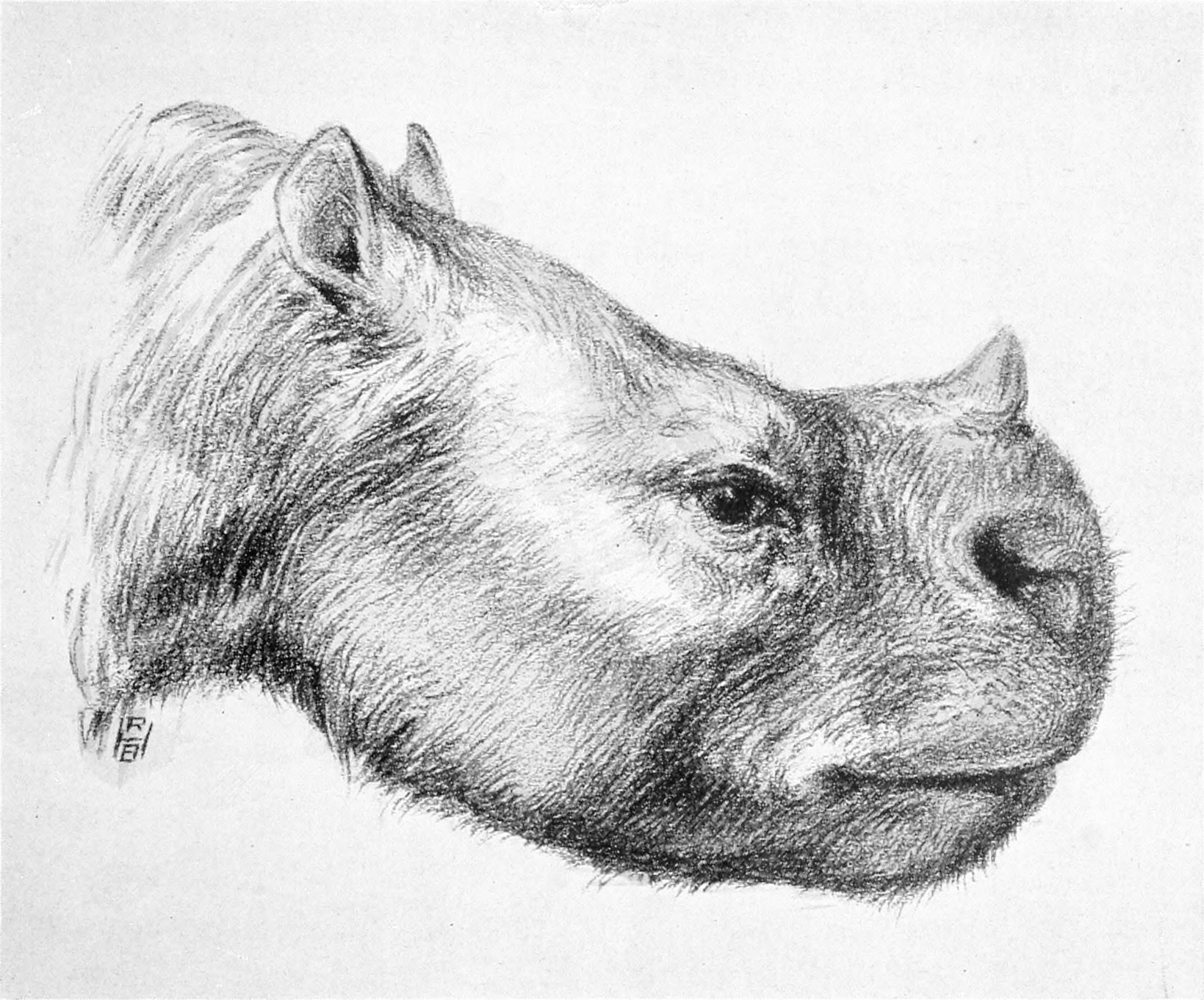
A Leontinia gaudryi fejének a rekonstrukciója

A Leontinia maradványok a leggyakoribbak az argentínai Deseado Formation-ban. Ezek az állatok a késő oligocén korszakban éltek.
A Leontinia-fajoknál a felső állkapocs első metszőfogai alig felettek, de már a második metszőfogai meghosszabbodottak és szemfogszerűek. Az alsó állkapocsban a harmadik metszőfogak a meghosszabbodottak, nem a másodikak. A tudósok számára a metszőfogak segítenek abban, hogy megkülönböztessék a nemen belül a fajokat. Az eddigi megfigyelések szerint a Leontinia-fajoknál fellépett a nemi kétalakúság, vagy csak egyszerűen két különböző korú állatról van szó. A talált fosszíliák orrcsontja jóval feljebb emelkedik, mint az orrüreg, emiatt feltételezik, hogy egy kisebb szarv ült az orrukon, úgy mint a mai jávai orrszarvúnak.

## Rendszerezés
A nembe az alábbi 2 faj tartozik:
- Leontinia gaudryi típusfaj Ameghino, 1895
- Leontinia garzoni Ameghino, 1895

### Fordítás
Ez a szócikk részben vagy egészben  a   Leontinia című angol Wikipédia-szócikk fordításán alapul.  Az eredeti cikk szerkesztőit annak laptörténete sorolja fel. Ez a jelzés csupán a megfogalmazás eredetét és a szerzői jogokat jelzi, nem szolgál a cikkben szereplő információk forrásmegjelöléseként.